# Ventspilsi Nemzetközi Rádiócsillagászati Központ

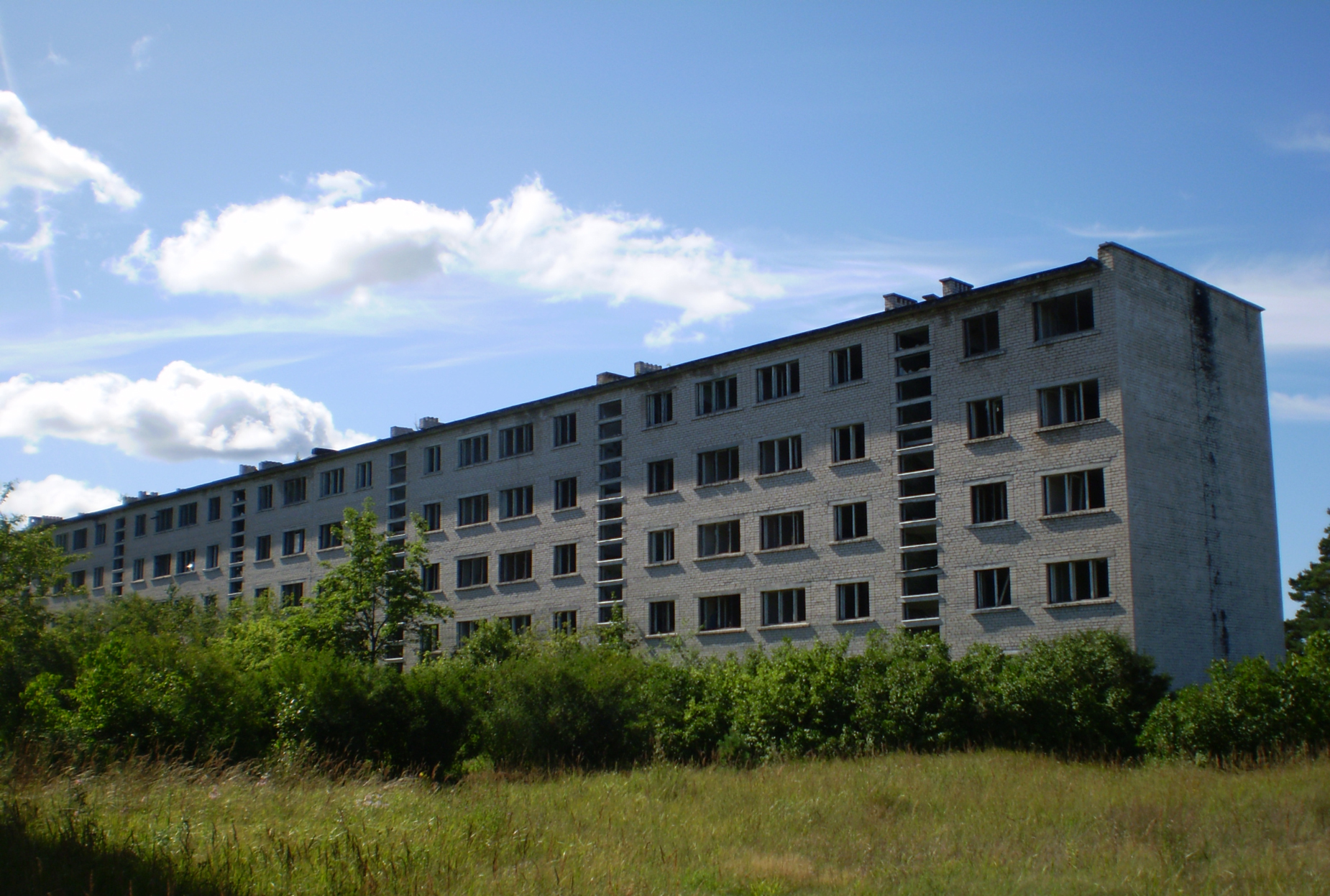
Az irbenei katonai lakótelep elhagyott lakóháza

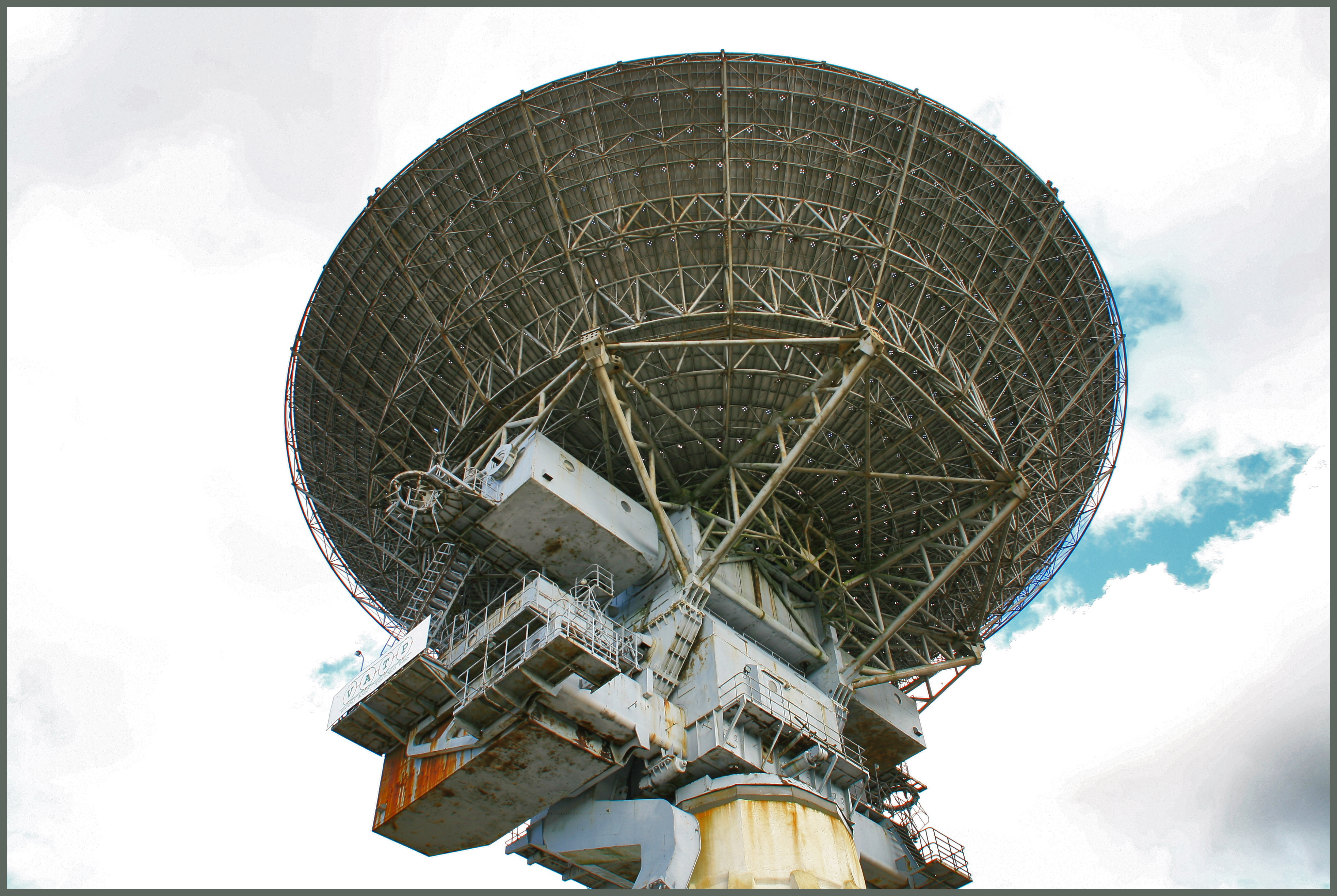
Az RT–32 rádióteleszkóp 32 m-es parabolatükre a felújítás előtt, 2011-ben

A Ventspilsi Nemzetközi Rádiócsillagászati Központ (lettül: Ventspils Starptautiskais radioastronomijas centrs) rádiócsillagászati obszervatórium Lettországban, Ances község területén, Irbene településen. 1971-ben nyitották meg katonai kozmikus felderítő állomásként. 1994-től a Lett Tudományos Akadémiához tartozott, majd 2004-ben átadták a Ventspilsi Főiskolának. Az állomás tagja az Európai Rádióinterferometriai Hálózatnak (EVN).

## Története
A szovjet kozmikus rádiófelderítő hálózat részeként, annak önálló állomásaként kezdték el építeni 1967-ben a lettországi Ventspilstől  30 km-re északkeletre, a Balti-tenger partvidékén. 1971-ben készült el. A négy rádióteleszkóppal rendelkező Zvezda (magyarul: csillag) állomás katonai kódja v/cs 51429 volt. Az állomás feladata a hidegháború idején a kozmikus térség figyelése és az onnan érkező rádiójelek detektálása, valamint feltételezhetően a nyugati űrtávközlési rendszerek lehallgatása volt. Ehhez az 1960-as évek végén kifejlesztett, és a Szovjetunióban több helyen is telepített rádióteleszkópokat (RT–31, RT–16, RT–8) használták. Az állomás kiszolgálására létrehozott, a szovjet időszakban Ventspils–8-nak nevezett (napjainkban Irbene) katonai lakótelepen 2000 fő élt. Az állomás és a katonai lakótelep a szovjet időszakban zárt katonai terület volt. Az állomás és a lakótelep között 3 km hosszú alagutat építettek.
Az 1991-ben függetlenné vált Lettországból 1993-ban távoztak az orosz csapatok utolsó egységei. Ekkor a ventspilsi állomás is lett fennhatóság alá került. A kivonuló oroszok a négy rádióteleszkópból egyet (RT–8) leszereltek és magukkal vittek. A hátramaradt eszközöket igyekeztek használhatatlanná tenni. A vezetékeket kiszaggatták, a berendezéseket megrongálták, egy részüket savval öntötték le. 1994. július 22-én az állomás a Lett Tudományos Akadémia kezelésébe került.
A megmaradt rádióteleszkópokkal 1996-ban létrehozták a Ventspilsi Nemzetközi Rádiócsillagászati Központot, amely bekapcsolódott a nemzetközi rádiócsillagászati programokba. 1999-ben a központ csatlakozott az európai nagy bázistávolságú rádióinterferometriás rendszerhez (EVN), de az együttműködés csak névleges volt. 2004-ben a rádiócsillagászati központ a Lett Tudományos Akadémiától átkerült a Ventspilsi Főiskolához. 1996 és 2005 között a központ igazgatója Edgars Bervalds volt. 2007-ben megújították az EVN-el az együttműködést és az állomás aktív résztvevője az interferometriás mérési programoknak. A központban kb. két tucat szakember dolgozik.
2014-2015-ben felújították az obszervatórium legnagyobb antennáját, a P–400-as teleszkóp RT–32 Szaturn típusú antennáját, majd még ugyanabban az évben az RT–16 Pluton teleszkópot is. A teleszkópok felújításának teljes költsége 16 millió euró volt, amelyet az Európai Unió és a lett állam finanszírozott.
2017-ben a rádióasztronómiai állomás egy új berendezéssel bővült. A Ventspilsi Egyetem és a holland Astro Tech Holding BV együttműködésében 1,3 millió eurós költséggel egy LOFAR állomást létesítettek.
A ventspilsi rádióasztronómiai központ mint tudományos intézmény napjainkban Napkutatással, asztrofizikai, kozmológiai, geofizikai, geodinamikai és geodéziai kutatásokkal, aszteroidakutatással, az űrszemét megfigyelésével, műholdak követésével foglalkozik. A központ a 2017-ben indított első lett műhold, a Venta–1 földi állomása.
A központnak helyet adó egykori katonai település, Irbene napjainkban szellemváros. A katonai lakótelep panelházainak egy részét már lebontották.

## Műszerek

### Aktív műszerek
- P–400 – Egy RT–32 típusú, 32 m átmérőjű parabolatükörrel rendelkező rádióteleszkóp, amely a cm-es és dm-es hullámhosszúságú rádiójelek vételére alkalmas. Másodlagos tükre 2,5 m átmérőjű. A főtükör fókusztávolsága 11,5 m. Az egész teleszkóp tömege 650 tonna. Teljes magassága 47 m, több mint 20 ezer részegységből áll. A berendezést egy ukrajnai hajógyárban készítették az 1970-es évek elején. A teleszkópot 1974-ben állították üzembe az irbenei állomáson.[5]
- RT–18 Pluton – 18 m-es parabolatükörrel rendelkező rádióteleszkóp. 2015-ben felújították.
- 2 m-es rádióteleszkóp – a 2000-es években helyezték üzembe
- LOFAR állomás – Alacsony frekvenciás rádióantenna rendszer, amelyet 2017-ben helyezték üzembe.

### Korábbi műszerek
- RT–8 Uran – 8 m átmérőjű parabolatükörrel rendelkező rádióteleszkóp. A szovjet-orosz csapatok az 1993-as kivonuláskor leszerelték és magukkal vitték Oroszországba.

## Látogatás
A rádiócsillagászati központ látogatható az érdeklődők és turisták számára is. Ennek során megtekinthető az RT–32 és RT–16 rádióteleszkóp. Éjszakai túrára is lehetőség van. Egy nappali látogatás felnőtt számára 7 euróba került.